# Pipizella bispina
Pipizella bispina är en tvåvingeart som beskrevs av Simic 1987. Pipizella bispina ingår i släktet rotlusblomflugor, och familjen blomflugor. Inga underarter finns listade i Catalogue of Life.